# 因内尔布拉茨
因内尔布拉茨是奥地利福拉尔贝格州布卢登茨县的一个市镇。总面积19.96平方公里，总人口987人，人口密度49.4人/平方公里（2005年）。